# Прапор Маршаллових Островів
Державний прапор Республіки Маршаллові Острови  — прийнятий 1 травня 1979 року. Дизайн прапора розроблений першою леді Емлайн Кабо (англ. Emlain Kabua).

## Опис і символіка
Державний прапор Республіки Маршаллові Острови являє собою синє полотнище з двома дотичними трапецієподібними смугами, що тягнуться від нижнього лівого кута прапора по діагоналі у верхній правий кут. Верхня смуга прапора має помаранчевий колір, нижня — білий. У верхній лівій частині прапора розташована біла двадцатичотирьохпроменева (24) зірка; при цьому у зірки чотири промені довші від інших двадцяти.
|                     |
| Конструкція прапора |

## Кольори
Кольори мають таке значення:
- Синій колір символізує Тихий океан.
- Помаранчевий колір символізує хоробрість і мужність.
- Білий колір символізує мир.[3]

Біла смуга символізує ланцюг Ратак (в перекладі з маршальської мови схід"), помаранчева — ланцюг Ралік («захід»). Зірка уособлює християнський хрест, а її 24 краї — кількість виборчих округів (з них 4 найбільших — Маджуро, Кваджалейн, Джалуіт і Вотьє).
| Кольорова схема | Синій          | Помаранчевий      | Білий       |
| --------------- | -------------- | ----------------- | ----------- |
| Кольорова схема |                |                   |             |
| RGB             | 0-56-147       | 221-117-0         | 255-255-255 |
| CMYK            | C1-M0-Y0-K42.3 | C0-M47-Y100-K13.3 | C0-M0-Y0-K0 |
| HEX             | #003893        | #DD7500           | #FFFFFF     |

## Історичні прапори

Прапор ООН
(18 липня 1947 — 19 серпня 1965)
Прапор Підопічної території Тихоокеанські острови (19 серпня 1965 — 1 травня 1979)